# Thorns
I Thorns sono il gruppo di Snorre W. Ruch in arte Blackthorn, fondato inizialmente col nome di Stigma Diabolicum. La band è oggi considerata da molti critici una delle band più influenti del primo black metal norvegese.

## Storia
Dopo una prima parte di carriera che non ha visto release ufficiali per via dell'arresto di Snorre, giudicato complice di Varg Vikernes (in arte Burzum ) nell'omicidio di Euronymous, chitarrista e leader dei Mayhem, hanno pubblicato uno Split Cd con gli Emperor (Thorns vs Emperor) nel 1998. Il debutto del primo vero disco avviene nel 2001 con l'uscita di Thorns. Hanno militato nel gruppo Hellhammer e Satyr dei Satyricon come turnisti. Snorre W. Ruch, Jon T. Wesseltoft e Finn-Olav Holthe del gruppo The 3rd and the Mortal suonano in un progetto musicale ambient chiamato Thorns LTD che fa musica per gallerie d'arte e altri eventi artistici.

## Formazione
- Aldrahn (Bjørn Dencker) - voce
- Blackthorn (Snorre Westvold Ruch) - chitarra, tastiere
- Jon T. Wesseltoft - basso
- Christian Broholt - chitarra
- Kenneth Kapstad - batteria

## Ex componenti
- Marius Vold - voce, basso (1989-1992)
- Satyr (Sigurd Wongraven) - voce (turnista, 1998-2000)
- Harald Eilertsen - basso (1991-1992)
- Ronnie K. Prize - basso (1992)
- Bård G. "Faust" Eithun - batteria (1990-1992)
- Terje M. Kråbøl - batteria (1992)
- Hellhammer (Jan Axel Blomberg) - batteria (turnista, 1998-2000)

## Discografia

### Demo
- 1991 - Rehearsal 1991
- 1991 - Grymyrk
- 1992 - Trøndertun

### Split
- 1999 - Thorns vs. Emperor (con gli Emperor)
- 2002 - Societé Anonyme (con i Gro Melgaard)

### Album in studio
- 2001 - Thorns

### EP
- 2002 - Embrace / Fragment

### Raccolte
- 2007 - Stigma Diabolicum